# Серебряный кошмар
«Серебряный кошмар» — двенадцатая серия седьмого сезона британского фантастического сериала «Доктор Кто», седьмая серия второй половины сезона. Премьера серии состоялась 11 мая 2013 года на канале BBC One.
Сценаристом стал Нил Гейман, это его вторая работа для сериала.

## Сюжет
Доктор, Клара, Арти и Энджи хотят посетить «лучший парк аттракционов в галактике», а вместо этого встречаются с киберлюдьми и находят пропавшего императора многогалактической земной империи.